# Maria Antonieta (pel·lícula de 1938)
Maria Antonieta (original: Marie-Antoinette) és un pel·lícula estatunidenca, dirigida el 1938 per W.S. Van Dyke i doblada al català.

## Argument
Desenvolupa les difícils relacions entre el rei Lluís XVI de França (Robert Morley) i la reina Maria Antonieta d'Àustria (Norma Shearer) i la relació amorosa d'aquesta última amb Fersen (Tyrone Power).

## Repartiment
Actors als crèdits
- Norma Shearer: la reina Maria Antonieta d'Àustria
- Robert Morley: el rei Lluís XVI de França
- Tyrone Power: el suec Axel de Fersen
- John Barrymore: el rei Lluís XV de França
- Anita Louise: Princesa De Lamballe
- Joseph Schildkraut: Duc d'Orleans
- Reginald Gardiner: Comte d'artois
- George Meeker: Robespierre
- Wade Crosby: Danton
- Henry Stephenson: Comte de Mercy
- Henry Daniell: La Motte
- Gladys George: Marie-Jeanne du Barry
- Joseph Calleia: Drouet
- Albert Dekker: Comte de Provença
- Cora Witherspoon: Comtessa de Noailles
- Alma Kruger: Emperadriu Maria Teresa I d'Àustria

Actors que no surten als crèdits (selecció)
- Robert Barrat: Ciutadà-oficial
- Mae Busch: Jeanne de Valois-Saint-Rémy
- Cecil Cunningham: Sra. 'Feldy' de Lerchenfeld
- Howard Da Silva: Toulon
- Harry Davenport: Monsieur de Cosse
- Lawrence Grant: Vell aristòcrata en el naixement del delfí
- Henry Kolker: Ajuda de tribunal
- Ivan F Simpson
- Charles Waldron: Ambaixador de Suècia
- George Zucco: Governador de la Consergeria

## Premis i nominacions

### Premis
- 1938. Copa Volpi al Festival Internacional de Cinema de Venècia a la millor actriu per Norma Shearer

### Nominacions
- 1938. Copa Mussolini al Festival Internacional de Cinema de Venècia a la millor pel·lícula
- 1939. Oscar al millor actor secundari per Robert Morley
- 1939. Oscar a la millor actriu per Norma Shearer
- 1939. Oscar a la millor direcció artística per Cedric Gibbons
- 1939. Oscar a la millor banda sonora per Herbert Stothart

## Galeria

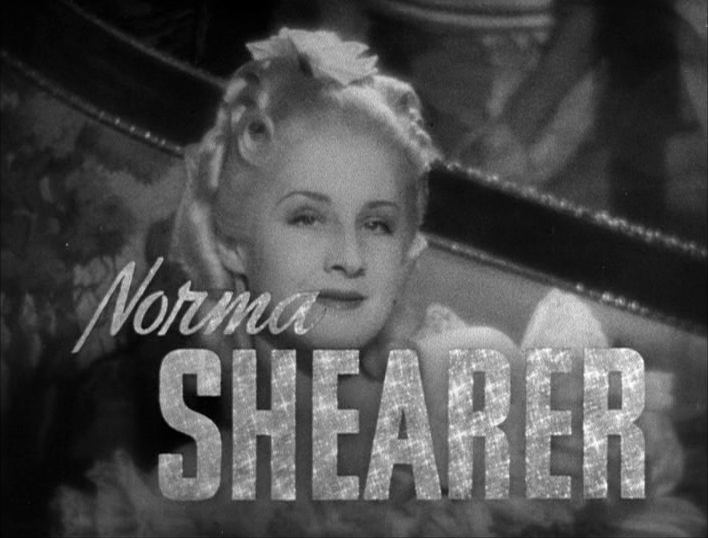
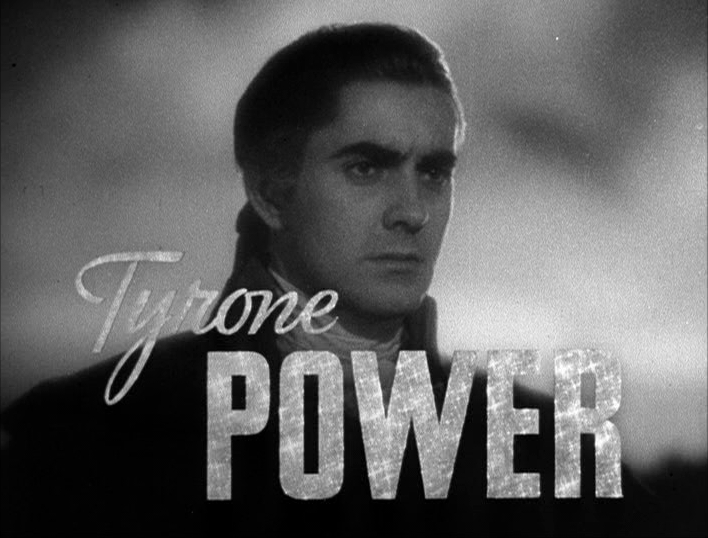
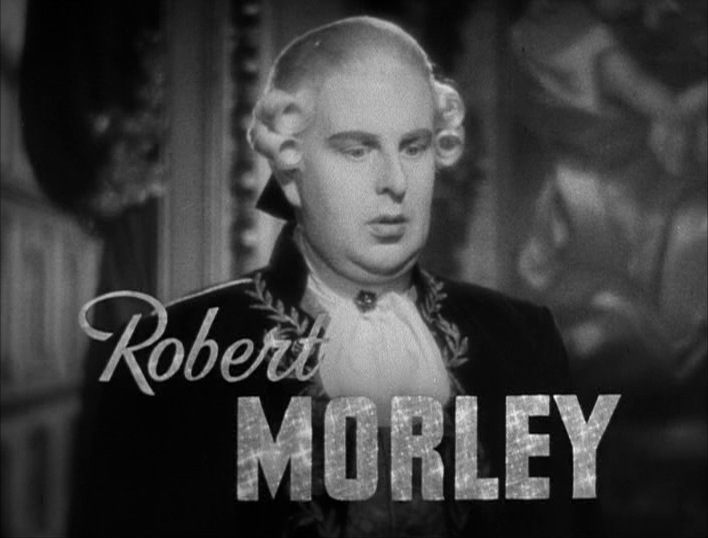
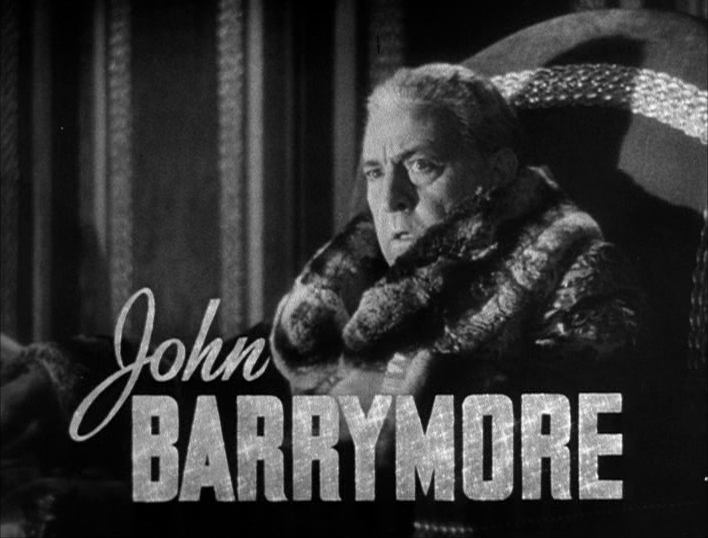
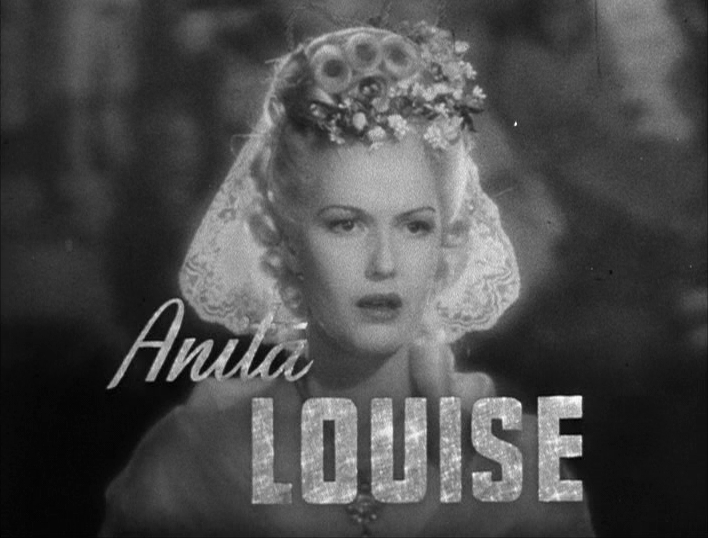
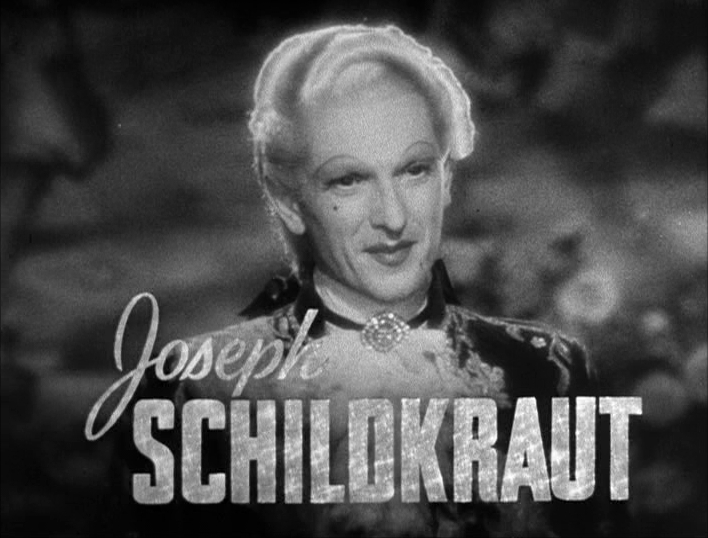
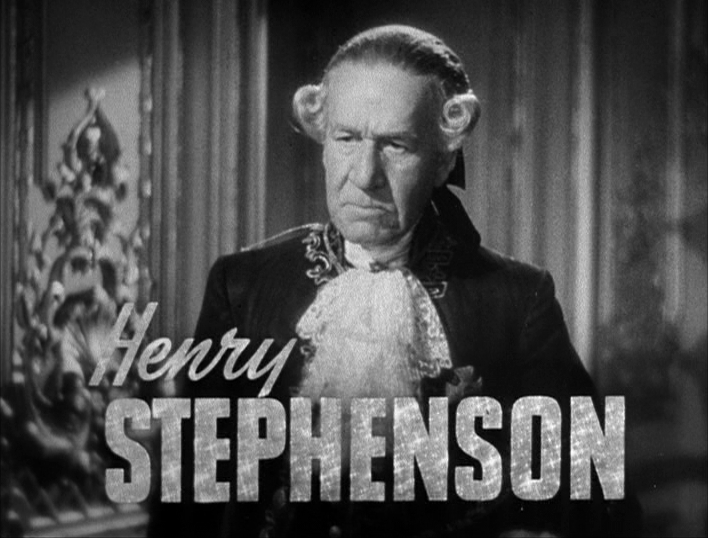
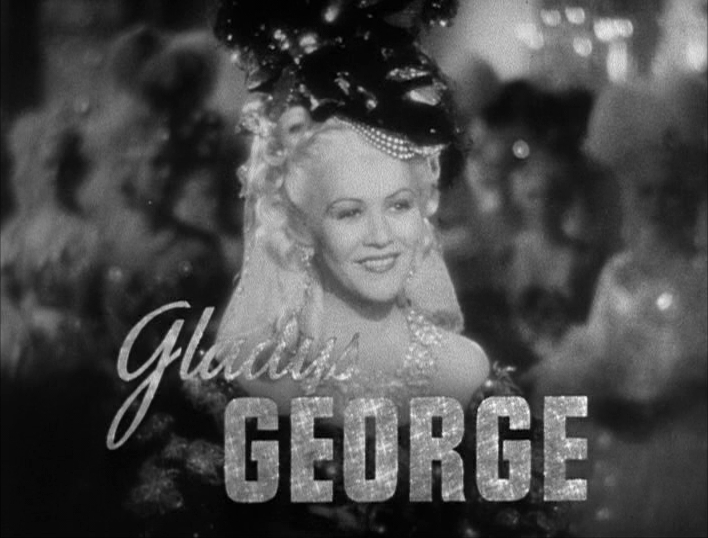